# Direction générale de la Mobilité et des Transports
La direction générale de la Mobilité et des Transports, (en anglais Directorate-General for Mobility and Energy, DG MOVE) est un département de la Commission européenne, créé en février 2010, à l'issue de la scission de la direction générale de l'Énergie et des Transports en deux départements distincts, dont la direction générale de l'Énergie.

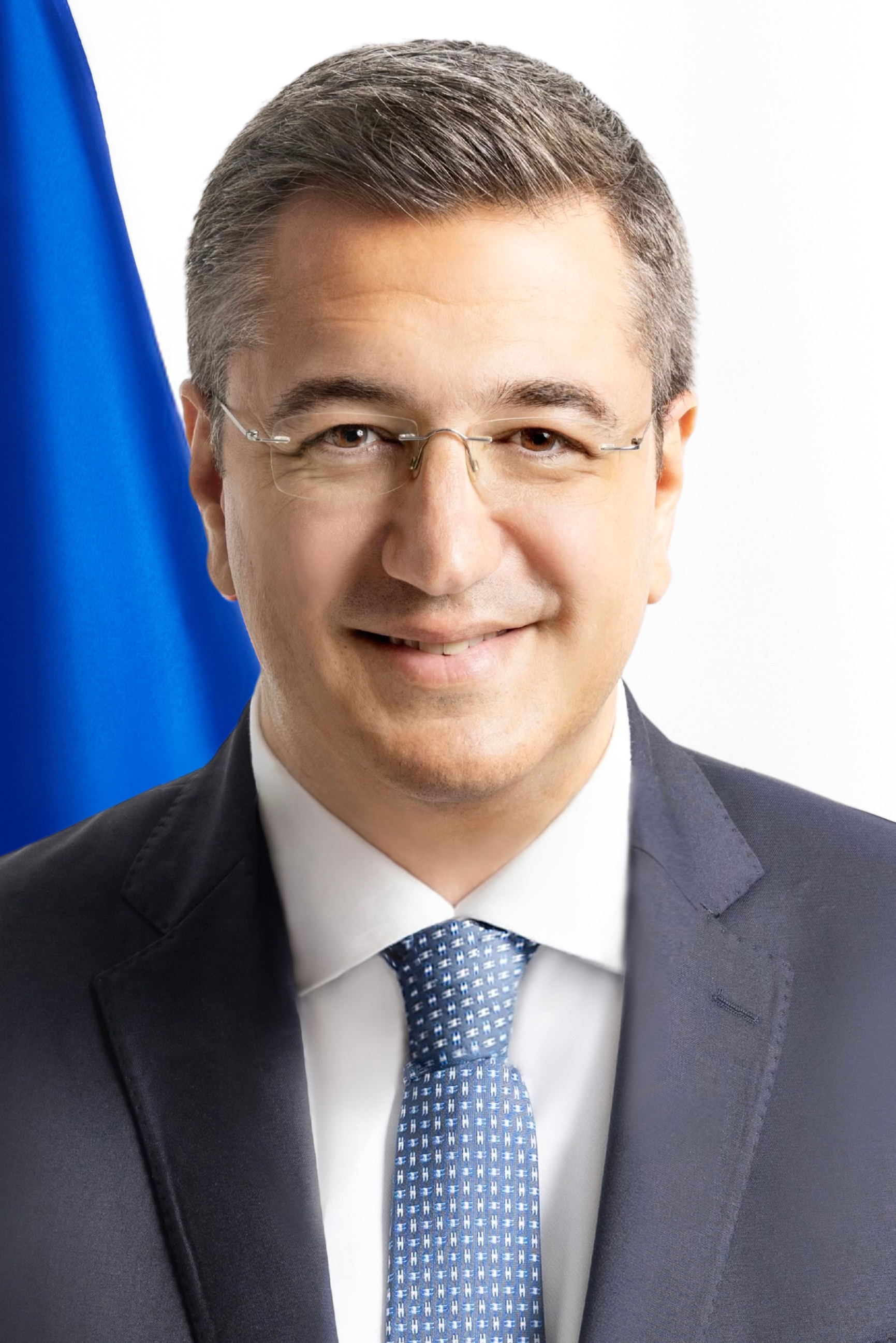
Apóstolos Tzitzikóstas, actuel commissaire européen aux Transports durables et au Tourisme.